# L'Océan (1756)
Pour les autres navires du même nom, voir Océan (navire).
L’Océan est un navire de guerre français lancé en 1756 à Toulon. Il est mis à l'eau pendant la vague de construction qui sépare la fin de guerre de Succession d'Autriche (1748) du début de la guerre de Sept Ans (1756). Faisant partie de la série des vaisseaux de 80 canons lancés par les constructeurs français à partir du milieu des années 1740, il est considéré comme réussi. Navire-amiral de l’escadre de Méditerranée à partir de 1757, il ne fait cependant que deux campagnes car il est détruit à la bataille de Lagos en 1759.

## Les caractéristiques générales du vaisseau

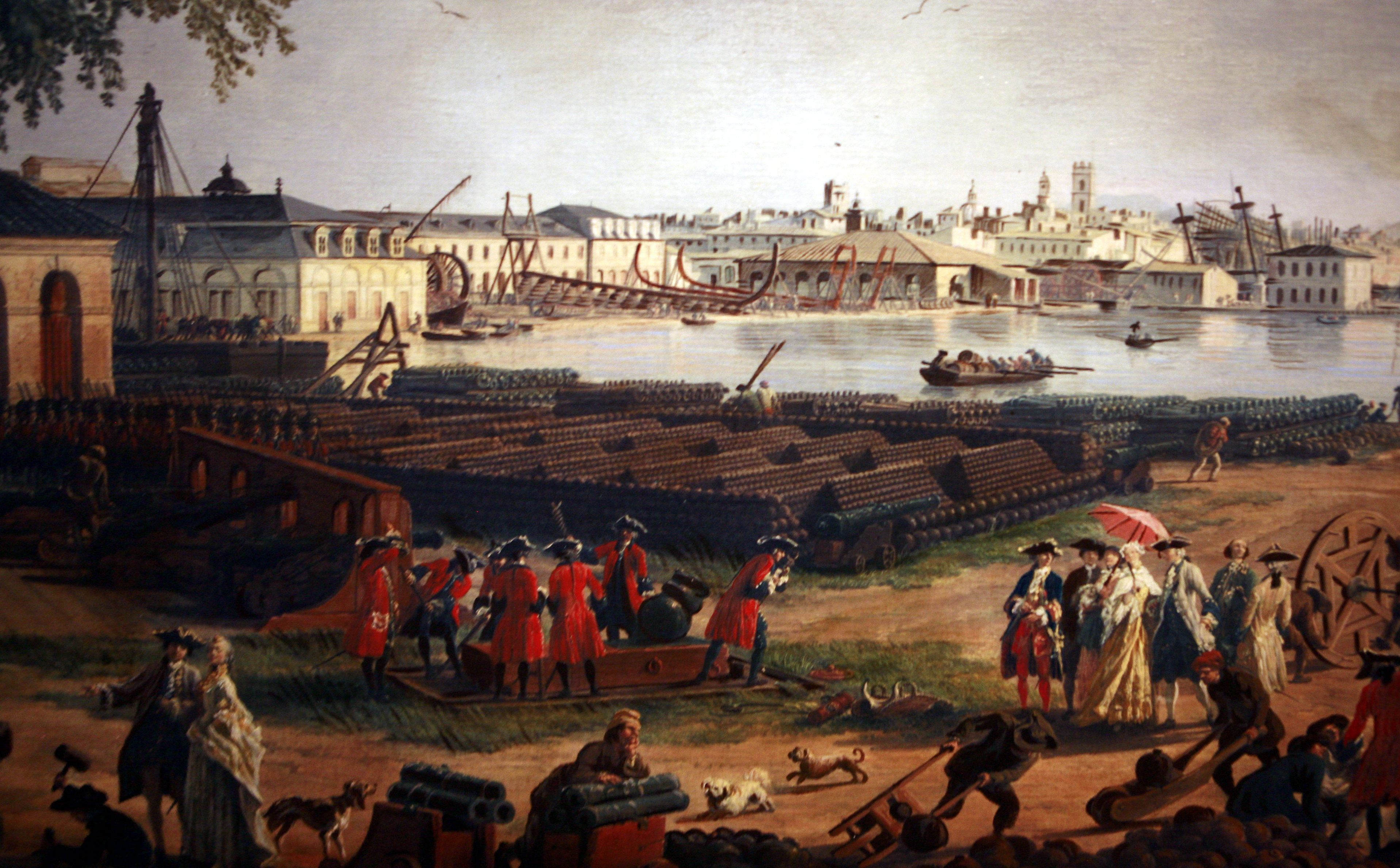
L’arsenal de Toulon et ses cales de construction au milieu du XVIIIe siècle. L’Océan est le troisième vaisseau de 80 canons à y être lancé, après le Tonnant et le Foudroyant.

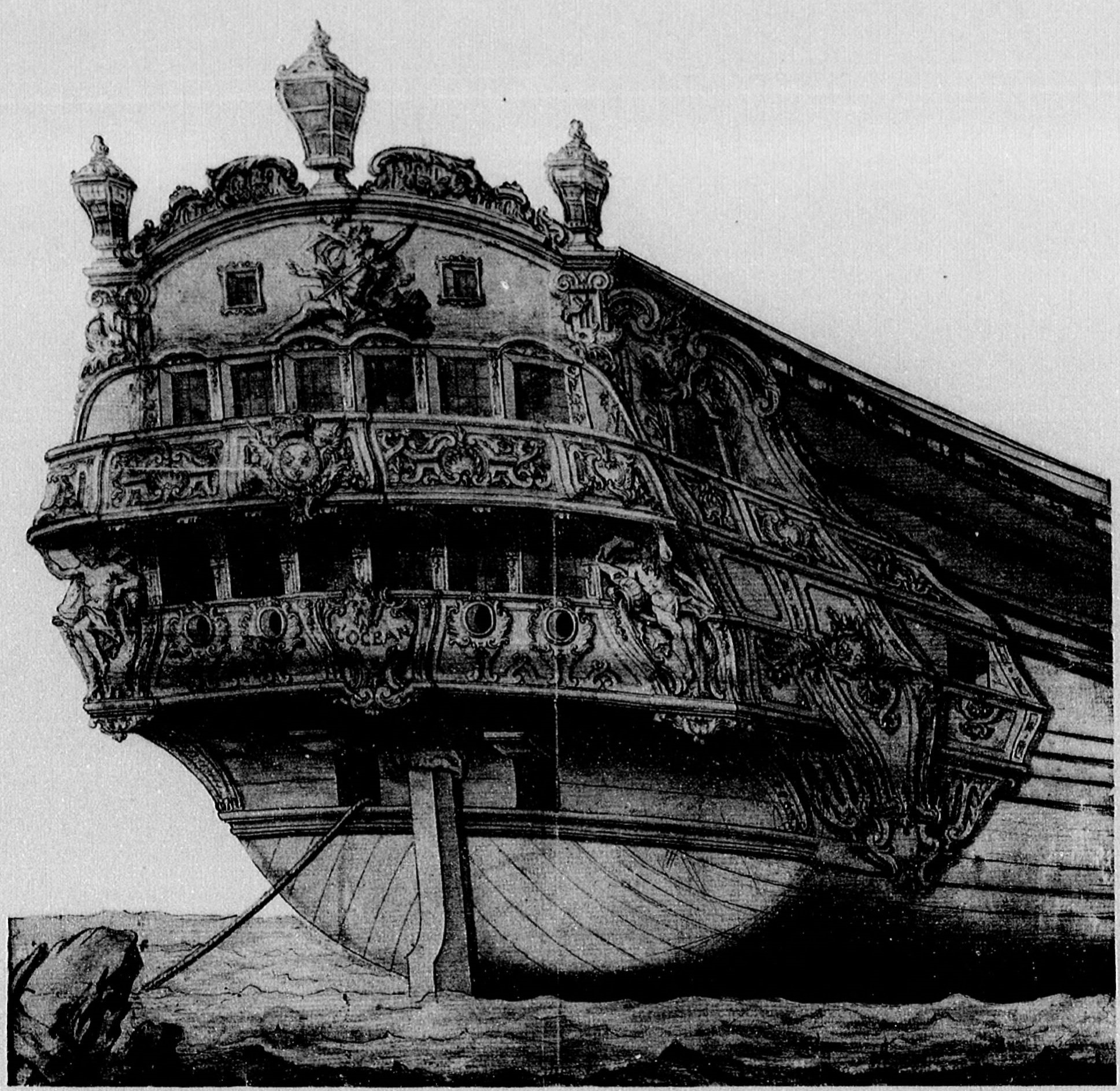
Le château arrière de l'Océan.

L’Océan est mis en chantier en mai 1753 à Toulon. Sa construction est relativement lente : il est lancé trois ans plus tard, le 20 juin 1756 et n’entre en service qu’en août 1757. C'est un vaisseau de force à deux ponts construit par Joseph Chapelle, d’après des plans de François Coulomb, selon les normes définies dans les années 1740 par les ingénieurs français pour obtenir un bon rapport coût/manœuvrabilité/armement afin de pouvoir tenir tête à la marine anglaise qui dispose de beaucoup plus de navires.
L’Océan est long de 175 pieds français, large de 46 et profond de 23. Sans être standardisé, il partage les caractéristiques communes de tous les « 80 canons » construits à de nombreux exemplaires jusqu’au début du XIXe siècle et qui évoluent par petites touches à chaque construction d’une nouvelle unité, combinée à la volonté des responsables navals d’exploiter au mieux cette catégorie de vaisseau de guerre qui est elle-même une prolongement de l’excellente série des 74 canons.
Comme pour tous les vaisseaux de son temps, la coque de l’Océan est en chêne, bois lourd et très résistant. Près de 3 000 chênes vieux de 80 à 100 ans ont été nécessaires à sa construction. Le gréement, (mâts et vergues) est en pin, bois plus léger et souple. De 30 à 35 pins ont été assemblés pour former la mâture. Les affûts des canons et des pompes sont en orme, les sculptures de la proue et de la poupe sont en tilleul et en peuplier, les poulies sont en gaïac. Les menuiseries intérieures sont en noyer. Les cordages (plus de 80 tonnes) et les voiles (à peu près 3 000 m2) sont en chanvre.
Prévu pour pouvoir opérer pendant des semaines très loin de ses bases européennes s’il le faut, ses capacités de transport sont considérables. Il emporte pour trois mois de consommation d’eau, complétée par six mois de vin et d’eau douce . S’y ajoute pour cinq à six mois de vivres, soit plusieurs dizaines de tonnes de biscuits, farine, légumes secs et frais, viande et poisson salé, fromage, huile, vinaigre, sel, sans compter du bétail sur pied qui sera abattu au fur et à mesure de la campagne.
Les canons sont en fer. Cet armement se répartit de la façon suivante :
- le premier pont, percé à 15 sabords porte trente canons de 36 livres ;
- le second, percé à 16 sabords porte trente-deux pièces de 18 livres ;
- les gaillards avant et arrière se répartissent dix-huit pièces de 8 livres.

Ces trois calibres sont les mêmes que ceux que l’on trouve sur les 74 canons, ce qui montre bien la filiation entre les deux types de navire. Lorsque le vaisseau tire, le poids de la bordée est de 972 livres (à peu près de 475 kg) et le double s'il fait feu simultanément sur les deux bords. En moyenne, chaque canon dispose de 50 à 60 boulets. Il y a aussi plusieurs tonnes de mitraille et de boulets ramés. Le vaisseau embarque plus de 20 tonnes de poudre noire, stockée sous forme de gargousses ou en vrac dans les cales. Sachant que la Marine de Louis XV ne construit plus de trois-ponts de 100-110 canons depuis le début des années 1740, l’Océan fait partie des plus puissantes unités de la flotte dans les années 1750. C’est le sixième bâtiment de cette catégorie, après le Tonnant (lancé en 1743), le Soleil Royal (1749), le Foudroyant (1750), le Formidable (1751) et le Duc de Bourgogne (1751). À quelques pieds près, ses dimensions sont voisines de celles de ses prédécesseurs, exception faite du Soleil-Royal, plus grand et plus fortement armé car portant, de par son nom, le prestige et la puissance de la monarchie sur les mers.

## La carrière del’Océanpendant la guerre de Sept Ans

### La campagne avortée de 1758
Lancé en 1756, l’Océan entre en service l’année suivante. C’est le troisième vaisseau de 80 canons construit à Toulon, après le Tonnant et le Foudroyant. Placé entre les mains du chef d’escadre La Clue-Sabran, il prend la suite du Foudroyant en tant que navire-amiral de l’escadre de Toulon. Son armement n’a pas été facile. Comme pour les autres vaisseaux, il souffre de la difficulté à recruter des équipages, les marins provençaux, qui n’ont pas été payés depuis plus d’un an font preuve de beaucoup d’indiscipline et désertent en masse. Il y a urgence pourtant car la guerre fait rage avec l’Angleterre depuis deux ans. Après des débuts victorieux en Méditerranée (capture de Minorque), la situation se tend de plus en plus : la Navy insulte régulièrement les côtes et le lien avec les colonies devient de plus en plus difficile.
Le 8 novembre 1757, l’Océan appareille de la rade des îles d'Hyères à la tête d’une escadre de six vaisseaux qui doit se porter sur Saint-Domingue puis à Louisbourg. Mais cette première mission avorte presque aussitôt. Apprenant qu’une grosse escadre anglaise barre la route de l’Atlantique à Gibraltar, La Clue préfère se mettre à l’abri dans la ville espagnole de Carthagène pour y attendre des renforts. En janvier 1758, deux vaisseaux et une frégate qui arrivent de Toulon réussissent à le rejoindre, mais un deuxième renfort de trois vaisseaux et une frégate est anéanti devant Carthagène le 28 février. Dans ce combat se trouvait le Foudroyant, capturé après une longue poursuite nocturne. Les vents n’étant pas favorables, La Clue, sur l’Océan, n’a pu sortir du port pour lui porter secours. Un navire réussit à échapper à la capture et à rejoindre Carthagène, ce qui donne à La Clue une force de neuf vaisseaux et une frégate. Ne pouvant raisonnablement pas affronter les dix-huit vaisseaux et six frégates anglaises qui lui font face, La Clue reste enfermé dans Carthagène jusqu’à la fin du mois d’avril, date à laquelle le ministère lui donne l’ordre de rentrer sur Toulon.
Cette campagne sans gloire a révélé en La Clue un chef contesté, mal obéi et dont les marins se plaignent continuellement. Mais Versailles, qui manque d’officiers généraux le maintient au commandement de l’escadre de Toulon sur l’Océan. Ses responsabilités augmentent encore car il reçoit pour mission, en 1759, de faire passer son escadre à Brest pour former, avec celle-ci, une grande flotte d’invasion vers l’Angleterre. Tâche encore plus difficile que l’année précédente car la Royal Navy surveille de très près les côtes provençales, des vaisseaux anglais n’hésitant pas à pénétrer jusque dans l’anse de Sablettes, c'est-à-dire à la porte même de Toulon, pour y faire de l’espionnage ou canonner des navires isolés.

### L’Océanà la bataille de Lagos en 1759

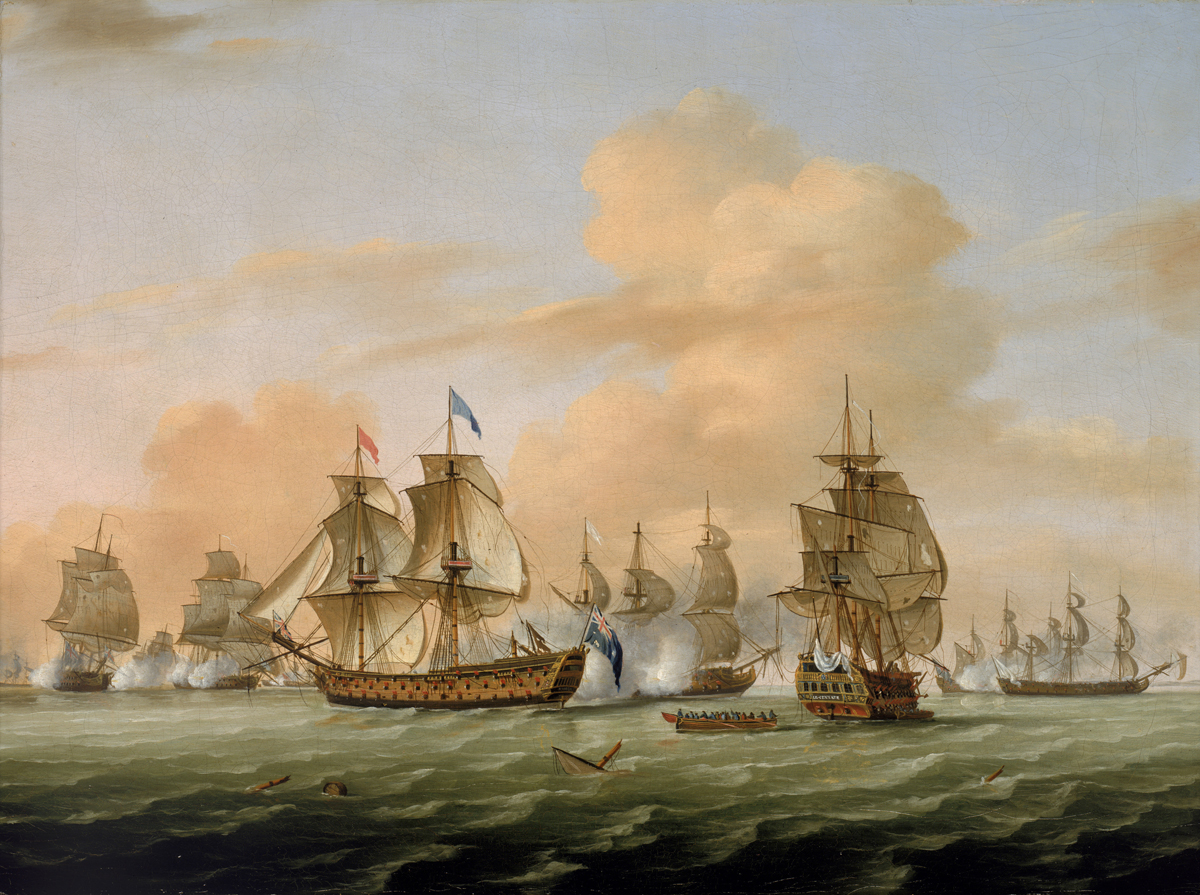
La bataille de Lagos, le 18-19 août 1759. L’Océan sert de navire-amiral à l’escadre de La Clue-Sabran.

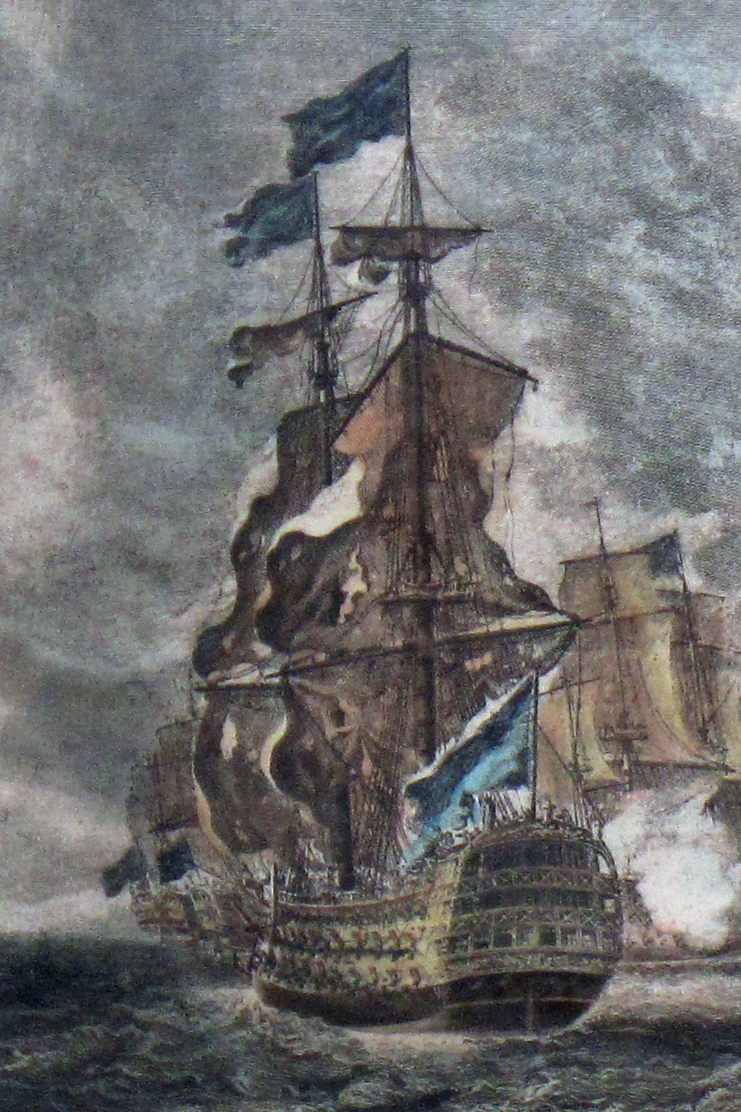
Le HMS Namur, vaisseau-amiral de Boscawen mis hors de combat par l’Océan à Lagos.

Le 5 août 1759, profitant du départ des vingt-trois vaisseaux et frégates de Broderick et Boscawen pour Gibraltar, La Clue, toujours sur l’Océan, lève l’ancre avec ses douze vaisseaux et trois frégates. Point positif : l’équipage du vaisseau-amiral – et des autres vaisseaux de l’escadre – est complet (800 hommes), ce qui est presque un exploit au vu de la désorganisation du port. La traversée de la Méditerranée se fait sans incident. La Clue en profite pour entrainer tous les jours son équipage au canon. Il est secondé par le comte de Carné-Marcein. Pour rester discret, La Clue fait longer la côte africaine à son escadre. Au soir du 17 août, il est en vue du détroit de Gibraltar, mais il est repéré par l’une des deux frégates anglaises qui patrouillent dans le secteur et qui s’en va immédiatement donner l’alerte. Le temps que Boscawen appareille de Gibraltar, La Clue a assez d’avance pour passer dans l’Atlantique sans être inquiété. En pleine nuit, vers deux heures du matin, La Clue a alors l’idée d’éteindre les feux de poupe de l’Océan sans en avertir ses capitaines. Résultat, tous ses vaisseaux l’imitent et se perdent en traversant le détroit. Aucun ne peut voir le signal qui leur est fait de forcer les voiles et de continuer dans la direction ouest-nord-ouest. À l’aube, cinq vaisseaux et trois frégates de l’arrière-garde se retrouvent isolés. Ils errent toute la journée du 18 août à la recherche de l’Océan puis décident de se conformer à un ordre antérieur qui indique la relâche et le ralliement à Cadix où ils arrivent le 19.
La Clue se retrouve amputé de la moitié de son escadre alors que les quatorze vaisseaux de Boscawen sont maintenant à sa poursuite. Pensant que son arrière-garde est à la traine, il fait mettre en panne pour les attendre lorsqu’il aperçoit huit voiles sur l’horizon. Mais ce sont les premiers bâtiments de Boscawen qui ont appareillé en toute hâte et n’ont pas eu le temps de se regrouper. Se rendant enfin compte de la gravité de la situation, La Clue donne l’ordre de chasse avec les sept vaisseaux qui lui restent. L’Océan, bon marcheur, peut facilement s’échapper, mais comme toujours à cette époque, il faut régler la vitesse de l’escadre sur le vaisseau le plus lent, c'est-à-dire le Souverain, qui ralentit tout le monde. Pour ne pas se déventer les uns les autres, les navires, qui fuient par vent arrière, adoptent la ligne de front. En vain. Les Anglais se rapprochent peu à peu. L’affrontement devenant inévitable, La Clue fait adopter la ligne de bataille au plus près tribord amures pour combattre en position moins défavorable.
En début d’après-midi le combat commence. Avec ses quatorze vaisseaux, dont trois trois-ponts, Boscawen peut attaquer sur les deux bords les sept navires de La Clue dont le plus puissant est l’Océan avec ses 80 canons. Sur la ligne, le vaisseau-amiral est placé en cinquième position, précédé dans l’ordre par le Téméraire, le Modeste, le Redoutable le Souverain, suivi par le Guerrier et le Centaure. L’Océan n’est pas engagé immédiatement : dans un premier temps, c’est le Centaure qui essuie le plus gros de l’attaque avec cinq vaisseaux anglais qui se déchainent contre lui tout l’après-midi. Au bout d'un moment, Boscawen remonte la ligne française sur le HMS Namur (90) pour attaquer l’Océan. Le duel entre les deux vaisseaux-amiraux est extrêmement violent mais tourne à l’avantage de l’Océan. En une demi-heure, le Namur, qui s’est mis en travers de l’Océan à une portée de fusil se retrouve presque démâté. Il perd son mât de perroquet de fougue et ses vergues de hune. Hors de combat, il sort de la ligne. Vers 17h00, Boscawen doit le quitter pour mettre son pavillon sur le HMS Newark. Les pertes sur l’Océan sont lourdes, bien que mal connues : 90 à 100 morts, dont 6 officiers, 70 à 100 blessés. La Clue fait partie des victimes. Grièvement blessé aux deux jambes dès le début de l’engagement, il a du laisser son poste au commandant en second, le comte de Carné-Marcein. Au total, 2 500 coups de canons ont été tirés. L’Océan a beaucoup souffert dans ses agrès : ses manœuvres sont coupées. Le bâtiment, cependant, n’est pas hors de combat et peut poursuivre sa route. Les Anglais étant devenus plus prudents, les échanges de coups de canons se font de loin jusqu’à ce que le combat cesse à la nuit tombante.
En fin de compte, bien qu’à un contre deux, les Français n’ont perdu qu’un seul vaisseau (le Centaure) et peuvent continuer leur route. Mais au matin du 19 août, c’est la consternation : le Guerrier et le Souverain ont abandonné l’escadre à la faveur de l’obscurité. Cette désertion réduit les effectifs à quatre vaisseaux. Le moral n’y est plus : avec aussi peu de moyen, il est illusoire d’essayer de rééditer l’exploit défensif de la veille. Carné-Marcein estime que les équipages sont découragés et hors d’état de soutenir dignement un nouveau combat. Il propose à La Clue, toujours soigné dans l’entrepont de l’Océan, de venir échouer ce qui reste de l’escadre en territoire neutre sur les côtes du Portugal. La Clue accepte. Les quatre vaisseaux abordent la côte à six mille environ à l’ouest de Lagos, dans une crique où se trouvent deux petites forteresses.
Les Anglais sont déterminés à capturer ou détruire les fuyards et font fi de la neutralité du Portugal. Désormais pris au piège, le sort de l’Océan et de ses trois compagnons est scellé. Vers 9h00 du matin, le vaisseau-amiral s’échoue sous voile en compagnie du Redoutable. Les mâtures sont coupées pour éviter que les coques ne chavirent ou se disloquent trop vite. Les soutes sont noyées. Avec ses 23 pieds de creux sous l’eau (soit plus de 7 mètres), le navire est encore assez loin du rivage. À une époque ou presque aucun marin ne sait nager, l’évacuation ne peut se faire qu’en mettant à l’eau les embarcations. Avec à peu près 700 survivants, dont une centaine de blessés, l’opération est longue, difficile. Les canots de l’Océan se brisent sur le rivage. Ne reste que la chaloupe. Pour tenter d’aller plus vite on travaille à construire des radeaux. La Clue, qui s’est fait porter à terre sur un cadre, envoie un officier demander au commandant du fort de protéger les vaisseaux. Trois coups de canons symboliques sont tirés par les Portugais sans interrompre un seul instant l’action engagée. Les Anglais se rapprochent. Les HMS America et Intrepid ouvrent le feu sur l’Océan et la chaloupe qui fait les va-et-vient avec le rivage. Pour éviter des pertes supplémentaires inutiles, Carné-Marcein fait amener le pavillon alors qu’il reste encore 160 hommes à bord et que le vaisseau, ouvert de toute part, semble prêt à chavirer vers le large. Les Anglais évacuent le restant du personnel et mettent le feu à l’épave. Carné-Marcein est fait prisonnier avec cinq autres officiers et cinq gardes de la marine. Parmi les captifs se trouve le jeune lieutenant de vaisseau Pierre André de Suffren, futur chef de l’escadre française dans l’océan Indien lors de la guerre d’Indépendance américaine. Le Redoutable partage le sort de l’Océan : il est incendié par les Anglais après avoir réussi à évacuer une partie de son équipage. Les deux autres vaisseaux, le Téméraire et le Modeste sont capturés sans combattre.

## Les suites de la perte du vaisseau

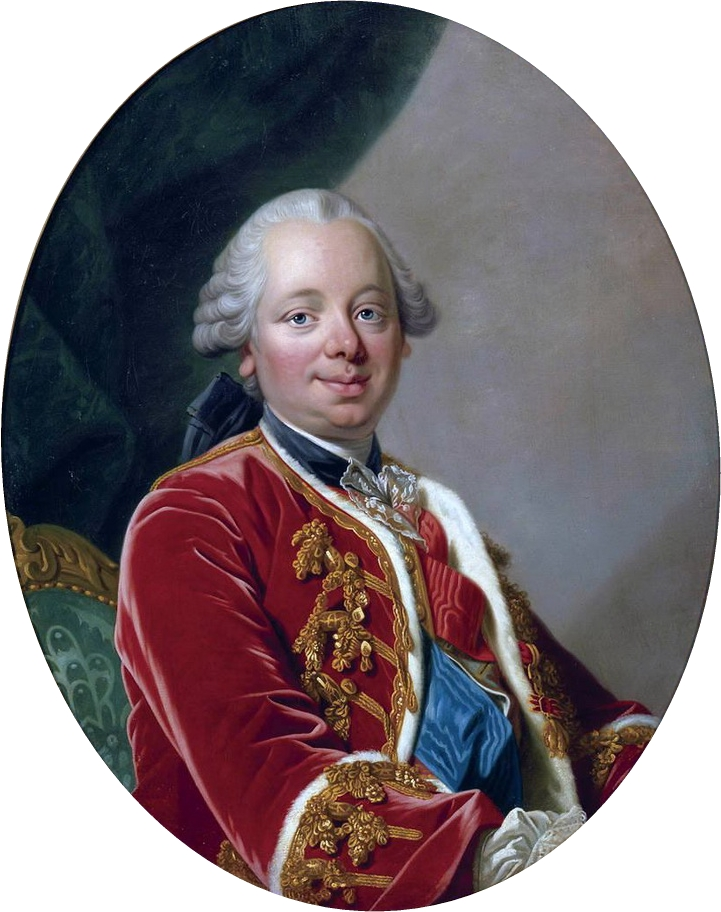
Le ministre de la Marine, Choiseul, ne sanctionne pas la perte du vaisseau et accorde même un grade supérieur à son commandant.

Les marins de l’Océan et du Redoutable qui ont échappé à la capture gagnent Cadix où se trouvent les huit navires qui s’y sont repliés la veille de la bataille. Tous réussissent à rejoindre Toulon en janvier 1760. Pour La Clue, commence l’échange de courriers avec le ministère pour justifier la dislocation de son escadre et la perte de son vaisseau-amiral alors que l’opinion publique, étonnée, puis furieuse, fustige le comportement des officiers et demande des comptes. Les Anglais, qui en rajoutent, louent l’action héroïque du commandant du Centaure mais se moquent de tous les autres. La controverse dure des mois. La Clue se justifie en soutenant mordicus que ses ordres étaient parfaitement clairs et critique sévèrement les commandants qui ont fait route vers Cadix. Deux ans plus tard, en décembre 1761, il écrit au nouveau ministre pour justifier encore une fois de ses choix.
Compte tenu de la gravité de l’affaire, un conseil de guerre devrait normalement être convoqué pour juger du comportement de La Clue et de chaque commandant. Or il n’en est rien. Versailles, empêtré dans ce gigantesque conflit dont il ne voit pas l’issue, se garde bien d’ouvrir cette porte dans laquelle l’opinion publique, déjà remontée, pourrait s’engouffrer. La Clue n’avait pas les qualités d’un chef et n’a pas su inspirer respect et confiance à ses officiers comme le montre la défection des deux vaisseaux qui l’on abandonné après le combat du 18 août. À bout d’argument, il justifie même sa décision de faire route vers Lagos en expliquant – argument pitoyable – qu’il n’a pas tenu compte de son intérêt personnel, car en combattant sur l’eau, il aurait gardé des chances de sauver son mobilier personnel. La Clue ne recevra plus aucun commandement, mais en 1764 Choiseul passe l’éponge en lui accordant le grade de lieutenant général des armées navales.
L’Océan n’a mené que deux campagnes et a été perdu sans gloire, victime de l’insuffisance de son chef. Sa brève utilisation au combat montre cependant la justesse des choix qui ont été faits par les constructeurs français depuis les années 1740. Rapide et manœuvrant, doté d’une puissante artillerie sur deux-ponts, il a rempli sa mission qui consistait à tenir tête aux trois-ponts anglais plus puissants, plus lourds et plus coûteux. Sa perte, qui survient dix-huit mois après celle du Foudroyant devant Carthagène prive Toulon de ses deux vaisseaux-amiraux qui étaient aussi les plus puissants (ne reste plus à Toulon que des navires de 74 canons ou moins). Elle intervient aussi quatre mois avant celle du navire-amiral de l’escadre de Brest, le Soleil Royal, incendié à la côte dans des circonstances voisines le surlendemain de la défaite des Cardinaux. Sur les six vaisseaux de 80 canons que possédait la France au début de la guerre de Sept Ans, c’est le deuxième qui est qui est pris ou détruit sur les quatre que la France va perdre. Sur l'intégralité de ce conflit catastrophique (1755-1763), l’Océan est l'un des trente-sept vaisseaux perdus par la France. Son nom sera relevé en 1795 par un trois-ponts de 118 canons modèle Sané et Borda. L’épave de l’Océan, devenue objet d’archéologie navale, a été localisée récemment.